# North Lakeport (Kalifornija)
North Lakeport je naseljeno područje za statističke svrhe u američkoj saveznoj državi Kalifornija. Prema popisu stanovništva iz 2010. u njemu je živjelo 3.314 stanovnika.